# 舊伊萬尼夫卡
50°22′43″N 34°49′59″E / 50.37861°N 34.83306°E
舊伊萬尼夫卡（烏克蘭語：Стара Іванівка）是位於烏克蘭東北部的村莊，由蘇梅州奥赫蒂尔卡区的奧赫蒂爾卡市鎮負責管轄。該村處於奧列什尼亞河右岸，距離帕西基1公里，海拔高度118米，2001年人口395。